# Impulshammer
Ein Impulshammer ist ein mit einem Kraftsensor ausgerüsteter Hammer zur Schwingungsanregung eines Gegenstandes durch einen Impuls.
Durch weitere am gleichen Gegenstand angebrachte Sensoren kann die Übertragung dieses Impulses im Gegenstand untersucht werden. Solche Untersuchungen erlauben Rückschlüsse auf das Schwingverhalten und beispielsweise die akustischen Eigenschaften des Gegenstandes. Gegebenenfalls ist diese Methode bei gut untersuchten Gegenständen geeignet, Materialfehler im Inneren des jeweiligen Bau- oder Werkstoff festzustellen und deren Ausmaß zu bewerten.

## Akustik
In der akustischen Messtechnik werden Impulshämmer zur Anregung von Körperschall genutzt. Um das Übertragungsverhalten bestimmter Bauteile – vor allem in der Transferpfadanalyse – zu bestimmen, wird mit dem Impulshammer der Baukörper mit einem (durch den Kraftsensor) bekannten Kraftverlauf angeregt. Mit Körperschallaufnehmern kann die Schwingung des Bauteils, und mit Mikrofonen der abgestrahlte Luftschall bestimmt werden. Aus diesen gemessenen Signalen kann das Übertragungsverhalten des Bauteils berechnet werden.

## Verwendung bei Bauhölzern
Eine Verringerung der Schallgeschwindigkeit kann innere Defekte, wie z. B. Risse und Hohlräume in verschiedenen Stadien anzeigen. Zur Messung der Schallgeschwindigkeit bei Bäumen oder Konstruktionsholz gibt es eine Reihe von Geräten.
Der Impulshammer misst die Zeit, die ein Impuls auf dem Weg von einer Schlagschraube zur Sensorschraube quer durch den Baum benötigt.
Da jede Baumart über mehr oder weniger charakteristische Schallgeschwindigkeiten verfügt, lassen sich mit dem gemessenen Wert bei starken Abweichungen Aussagen über das Innenleben des Baumes bzw. Konstruktionsholzes sagen. Eine Aussage über Art, Form und Lage des Defektes ist jedoch nur mit einer detaillierten Messreihe möglich.
Für den Messvorgang wird auf der einen Seite des zu prüfenden Objektes eine Schlagschraube eingedreht, die den Schallimpuls durch den Holzkörper leitet. Ein gegenüberliegender Sensor, ebenfalls mit einer Schraube befestigt, empfängt den Impuls. Gemessen wird die Zeit zwischen dem Impulswelleneintritt und dem Zieleinlauf am Sensor.
Durch die charakteristischen Werte der Schallgeschwindigkeit für Hölzer kann man somit Rückschlüsse auf den zu untersuchenden Baum (Holzteil) schließen. Entspricht die Durchlaufgeschwindigkeit nicht dem charakteristischen Wert und liegt darunter, so kann man davon ausgehen, dass die Schallwelle auf eine Barriere (z. B. einen Riss, Fäulnis etc.) gestoßen ist und einen Umweg nehmen musste, was dementsprechend Zeit kostete.
Mit dem Impulshammer kann man den gesamten Zwischenraum zwischen Schlagschraube und Sensor untersuchen. Durch Versetzen der Schrauben kann man auch noch die Lage des Defektes genauer aufspüren. Um dann aber die genaue Geometrie und Ausmaße des Defektes zu lokalisieren, sind genauere Messverfahren wie Schall- oder elektrische Widerstandstomografie oder auch Bohrwiderstands-Messgeräte notwendig.
Seit einigen Jahren stehen weiterentwickelte Geräte zur Verfügung, die bei deutlich geringeren Verletzungen des Baumes Aussagen über den gesamten Querschnitt zulassen (Schall- oder Impulstomografen).